# Nanoq

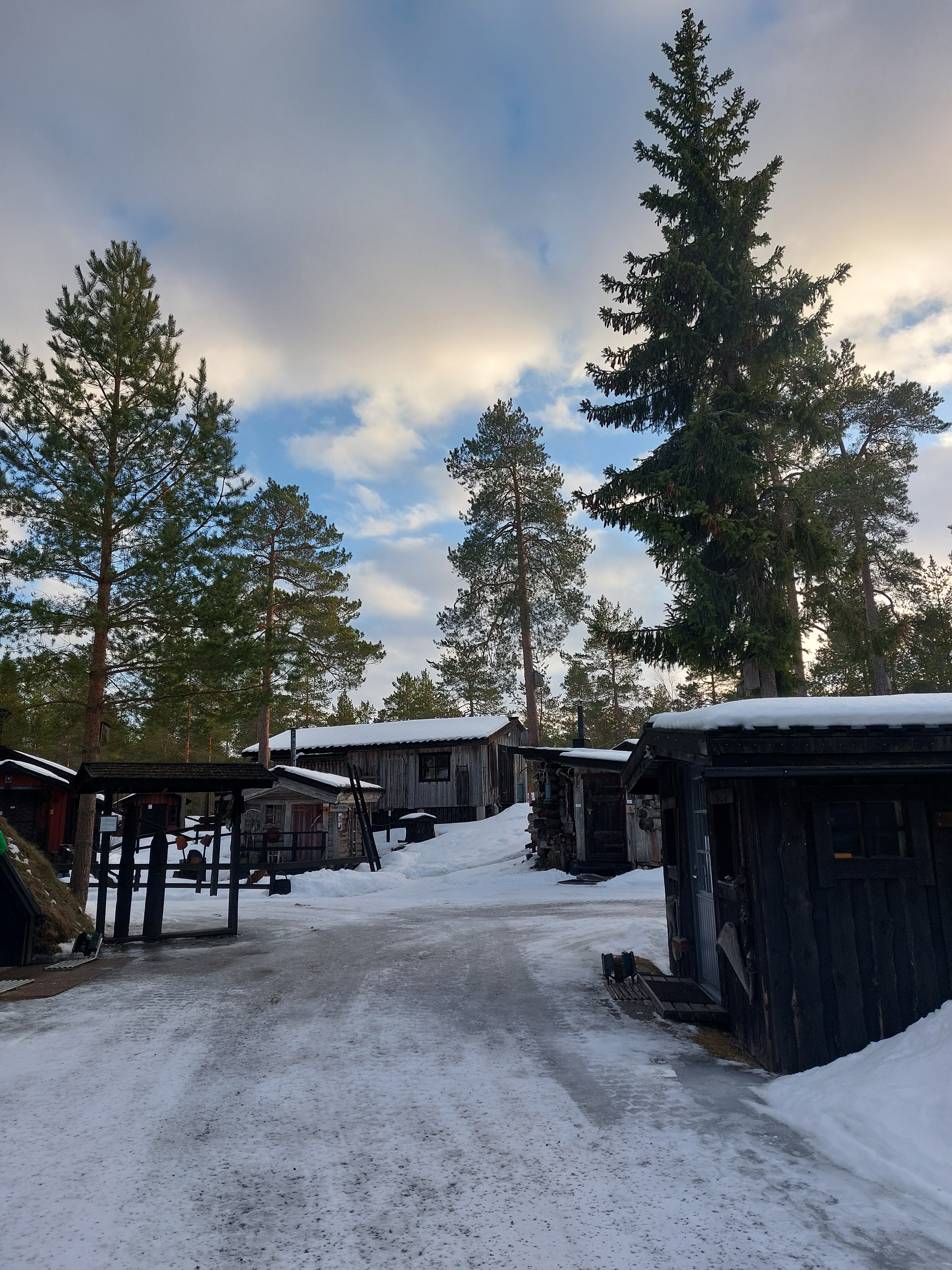
Byggnader på museiområdet, vintern 2023.

Nanoq (grönländska: isbjörn) är ett arktiskt museum i Jakobstad i Finland. Museet drivs av en förening. Byggnaderna på området är byggda med frivillig arbetskraft och sponsrade pengar. Föreningen grundades 1988 av Pentti Kronqvist, polarforskare och brandmästare, och museet öppnade 1991.
Nanoq-museet har en permanent utställning om polarforskning till syd- och nordpol, Grönländsk kultur samt kulturer i Arktis, Kristendomen i Arktis, Österbottniska fångstredskap, Vinterkriget, samt guldvaskning i Lappland (främst kring Ivalo älv). På museiområdet finns fler än 20 byggnader. Roald Amundsen, Fridtjof Nansen, S. A. Andrée, Anders Häggblom och Christer Boucht är några av de män vars resor finns utställda. Museet har även ett stort arktiskt bibliotek.